# Sonny Red
Sonny Red (Kyner), geboren als Junior Sylvester Kyner (Detroit, 17 december 1932 - aldaar, 20 maart 1981), was een Amerikaanse jazzsaxofonist van de hardbop.

## Biografie
Sonny Red Kyner speelde eerst c-melody-saxofoon, voordat hij in 1949 wisselde naar de altsaxofoon. Van 1949 tot 1952 werkte hij bij Barry Harris en was hij in 1954 tenorsaxofonist bij Art Blakey en Frank Rosolino. In 1957 kwam hij naar New York en werkte hij sindsdien als zelfstandig muzikant. Hij nam platen op met Clifford Jordan, Paul Quinichette, Yusef Lateef, Tommy Flanagan/Curtis Fuller en onder zijn eigen naam.

## Discografie
als leader
- 1960: Sonny Red: out of the blue (Blue Note Records) met Wynton Kelly, Sam Jones, Paul Chambers, Jimmy Cobb, Roy Brooks
- 1961: Sonny Red (Kyner) Quartet & Quintet: Red, Blue And Green (Milestone Records) met Cedar Walton, George Tucker, Jimmy Cobb, Blue Mitchell, Barry Harris, Grant Green

als sideman
- 1957: Tommy Flanagan & Curtis Fuller: Jazz .... It's Magic! (Savoy Records)
- 1957/1961: Clifford Jordan: New Trombone (OJC), Mosaic (Milestone Records)
- 1968: Yusef Lateef: The Blue Yusef Lateef (Atlantic Records)
- 1957: Paul Quinichette: On The Sunny Side (OJC)